# Az esküvő (Így jártam anyátokkal)
Az esküvő az Így jártam anyátokkal című televízió-sorozat első évadának tizenkettedik epizódja. Eredetileg 2006. január 9-én vetítették, míg Magyarországon 2008. október 16-án.
Ebben az epizódban Ted szeretné elvinni Robint kísérőként egy esküvőre, csakhogy mivel Robin létszám feletti, ez feszültséget okoz a vőlegény és a menyasszony között.

## Cselekmény
Tednek nincs barátnője, így nincs kivel elmennie régi barátaik, Claudia és Stuart esküvőjére. Robin ekkor jelenti be, hogy szakítottak Derekkel, így Ted őt hívja el, amit el is fogad. A gond csak az, hogy amikor két nappal az esküvő előtt jelzi ezt Claudiának, a nő rettentő dühös lesz. Ugyanis nem volt fent a vendéglistán, hogy Ted vendéget hívhat magával, és mivel minden le van szervezve, Claudia megtiltja, hogy bárkivel is beállítson. Ted próbálja közölni Robinnal, hogy nem jöhet vele, de ő annyira beleélte már magát, hogy egy csodaszép ruhát vett az estére, így nem meri neki megmondani.
Mikor elpanaszolja a baját Lilynek, ő azt tanácsolja, hogy beszéljen Stuarttal. Stuart készségesen belemegy, hogy magával hozza Robint, így már készül arra, hogy esetleg összejöhetnek, ám meglepve hallják, hogy az esküvőt lefújták. Ugyanis Claudia és Stuart úgy összevesztek ezen, hogy látni sem bírják egymást. Megpróbálván helyrehozni a dolgokat, Marshall és Ted elmennek Stuarthoz, míg Lily Claudiát vigasztalja.
Stuart elmondja a fiúknak, hogy rájött, az egyedülállóság már hiányzott neki. Ted erre azt válaszolja neki, hogy mindenki fél az elköteleződéstől, de ettől még nem kellene hátat fordítania ennek. Marshall szerint viszont nem kellene összeházasodniuk. Mégpedig azért, mert ha nehezen szánja rá magát, akkor nem Claudia az igazi. Eközben a bárban felbukkan Barney, és azonnal lecsap a lehetőségre, amit a szomorú Claudia kínál. Mielőtt bármi történne, megjelenik Lily és kipaterolja őt. Ekkor érkezik Stuart is, aki szerelmet vall, majd kibékülnek. Még pár ital elfogyasztása után Claudia beleegyezik, hogy hívhat egy vendéget.
Az esküvő napján már éppen indulnának Robinnal, amikor megcsörren a telefonja. Aznap ő mondhatná be a híreket, és ez egy soha vissza nem térő lehetőség. Bár csalódott, de hagyja, hogy Robin hadd menjen dolgozni. Végül egyedül megy a lagzira, és bár felkészült arra, hogy egyedül marad, egyszercsak kiszúr a tekintete egy gyönyörű nőt. Eközben Marshall és Lily azt tervezgetik, hogy az ő esküvőjük vajon milyen lesz.

## Kontinuitás
- LIly és Barney először a sorozat során lepacsiznak.

## Jövőbeli visszautalások
- A "Dobpergést kérek!" című részben Claudia szintén vodka-áfonyát iszik a repülőtéren.
- Ebben az epizódban amikor Ted meglátja Victoriát, csak Barney áll mellette az asztalnál, viszont a következő részben ugyanebben a jelenetben mellette van Lily és Marshall is.
- Mint kiderül, Victoria az a cukrász, aki a tökéletes tortát süti. Ebben a részben ugyanis Claudia életveszélyesen megfenyegeti az akkori cukrászát, hogy nagy baj lesz, ha a torta nem tahiti vanília.
- A "Cukorfalat" részben is szerepel a "Perfect Bride" című szaklap, amit Lily olvas.
- Robin azért ugrik be hírolvasóként, mert ahogy említi is, valami történt kollégájával, Sandy Riversszel. Sandy először a "Kettő után semmi jó nem történik" című epizódban bukkan fel.
- Barney manikűrjére később is történik utalás, az "Atlantic City", "Szingliszellem", és "A bunyó" című részekben.
- Robin számon tartja a férfiakat, akikkel lefeküdt, így az tudható, hogy Derek után legközelebb csak Teddel feküdt le.
- Ted őrültnek nevezi Claudiát a listája miatt, míg Barney szerint egyébként dögös. Az "Így találkoztam a többiekkel" című részben készít is egy őrült-dögös skálát.
- Marshall nem hisz abban, hogy Ted és Robin valaha összeházasodnak. A "Nem sürgetlek" című részből kiderül, hogy megváltoztatta a véleményét, és még fogadott is Lilyvel.

## Érdekességek
- Az epizód elején látható meghívó alapján 2005. február 10-én, szombaton volt – csakhogy az epizód 2006-ban játszódik, és egyik évben sem esett szombatra tizedike.
- Mikor Lily felhívja Claudiát, hogy találkozzanak a bárban, az állítólag alig 5 percnyire van. Viszont mire Lily megérkezik, Claudia már rég ott van, Barney meghívta egy italra, és majdnem el is csábította.

## Vendégszereplők
- Ashley Williams – Victoria
- Matt Boren – Stuart
- Virginia Williams – Claudia

## Zene
- Death Cab for Cutie – Soul Meets Body (az eredeti vetítéskor hallható)
- Records to Your Rivals – Garth Michael McDermott (a DVD-s kiadáson hallható, amikor Robint felhívják telefonon)
- Fuck Band – Laundry Shop (a Netflix verzióban hallható, amikor Robint felhívják telefonon)

## Fordítás
- Ez a szócikk részben vagy egészben  a   The Wedding (How I Met Your Mother) című angol Wikipédia-szócikk ezen változatának fordításán alapul.  Az eredeti cikk szerkesztőit annak laptörténete sorolja fel. Ez a jelzés csupán a megfogalmazás eredetét és a szerzői jogokat jelzi, nem szolgál a cikkben szereplő információk forrásmegjelöléseként.| - m - v - sz - Így jártam anyátokkal 1. évad következő »                                                                                                                                                                                                                                                                                                                                         | - m - v - sz - Így jártam anyátokkal 1. évad következő » |
| --- | -------------------------------------------------------- |
| - Az Így jártam anyátokkal epizódjainak listája |                                                          |
| - A kezdetek - A lila zsiráf - A szabadság édes íze - Az ing visszatér - Oké Király - Lotyós tök - A párkereső - A párbaj - A pulykával tömött pocak - Az ananász incidens - A limó - Az esküvő - Dobpergést kérek! - Hűha, nadrágot le! - A közös este - Cukorfalat - Élet a gorillák között - Kettő után semmi jó nem történik - Mary, az ügyvédbojtár - Életem legjobb bálja - A tej - Ne már |                                                          |